# Dodge Dynasty
Dodge Dynasty (укр. Додж Дайнесті) — американський середньорозмірний передньопривідний легковий автомобіль, що випускався підрозділом Dodge корпорації Chrysler з осені 1987 (як модель 1988) по 1993 рік.
Пропонувався виключно в кузові «чотиридверний седан». У модельному ряду замінив модель Dodge 600.
Dynasty був побудований на загальній з моделлю Chrysler New Yorker платформі Chrysler C-body, крім того був побічно пов'язаний з такими моделями, як Chrysler Imperial випуску 1990—1993 років і Chrysler New Yorker Fifth Avenue.
Всі автомобілі цієї моделі були зроблені на заводі в Бельведері, штат Іллінойс.

## Історія

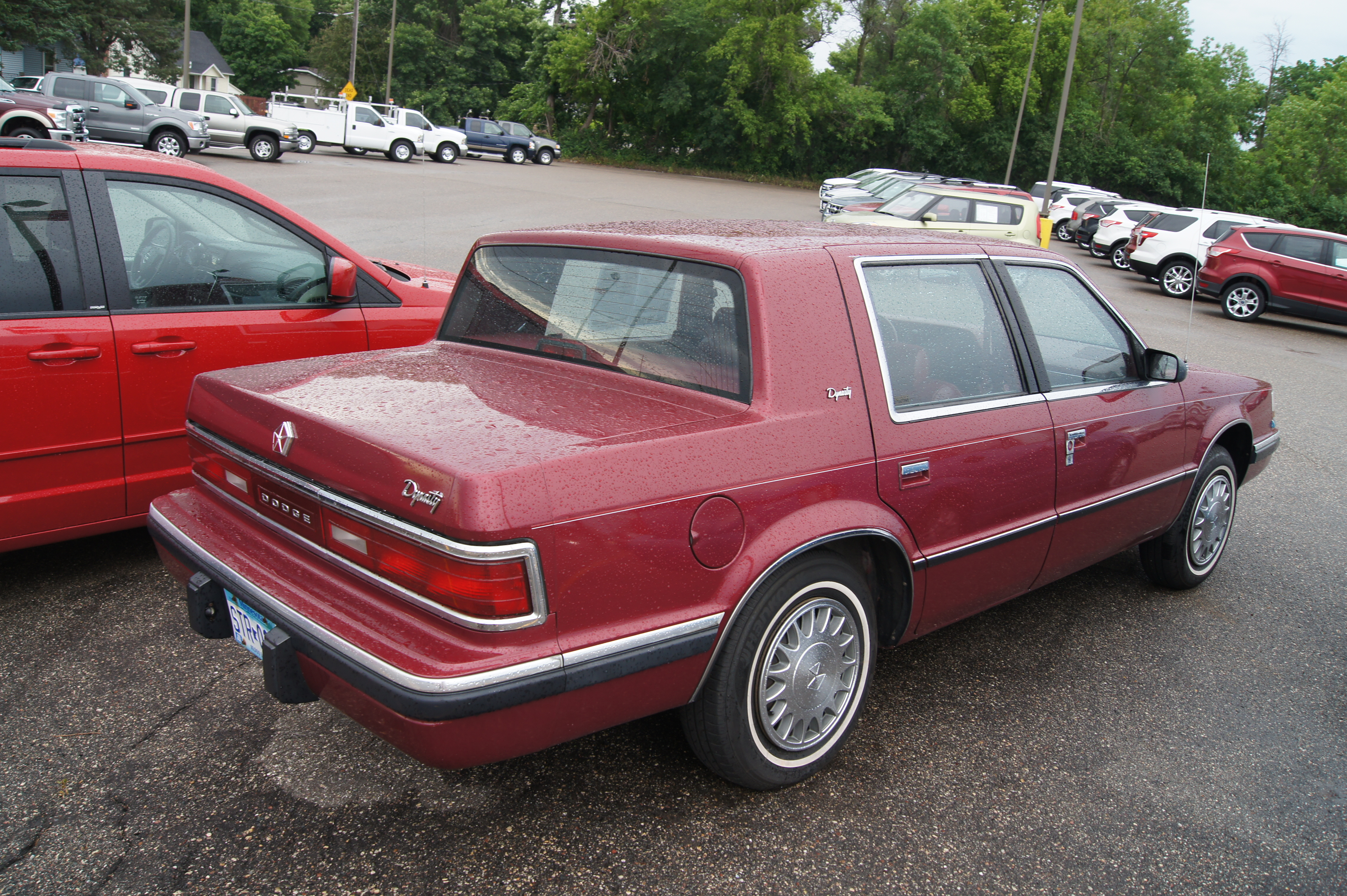

Пропонований керівником «Крайслера» Лі Якоккою («Lee» Iacocca) консервативний і спрощений гранований стиль автомобіля виглядав не надто виграшно на тлі більш сучасних, округлених і аеродинамічніших конкурентів, таких як Ford Taurus. Незважаючи на це, Dynasty був вельми популярний в свій час.
У Канаді і Мексиці автомобіль продавався під позначенням Chrysler Dynasty, причому в Мексиці пропонувалися тільки V6, а в Канаді рядна «четвірка» пропонувалася як опція, але була не популярна.
Виробництво автомобіля було закінчено 28 травня 1993 року, після чого завод в Бельведері було переорієнтовано на виробництво моделі Dodge Neon.
У модельному ряду Dodge Dynasty і інші автомобілі на платформі C-body були замінені в 1993 році моделями Dodge Intrepid, Eagle Vision, Chrysler Concorde, Chrysler New Yorker і Chrysler LHS на новій платформі передньопривідною Chrysler LH, спорідненій з платформами JA, JX і JR (Chrysler Cirrus, Dodge Stratus, Plymouth Breeze, Volga Siber).

## Конструкція
Модель оснащувалася трьома варіантами силового агрегату — рядним чотирициліндровим двигуном об'ємом 2,5 літра виробництва Chrysler, трилітровим V6 Mitsubishi, або власним 3,3-літровим V6 виробництва Chrysler, який був доступний з 1990 року. Через конструктивних особливостей трилітрового двигуна в разі обриву ременя приводу ГРМ відбувалося зіткнення клапанів і поршнів, що приводить до дорогого ремонту, що було нетипово для американських моторів і викликало нарікання у споживачів.
Чотирициліндровий мотор і V6 об'ємом 3 літри були доступні з трьохшвидкісною автоматичною КПП (модель А413). 3,3-літровий мотор же пропонувався виключно з новою (і досить проблемною) чотиришвидкісна АКПП з електронним блоком управління, також відомої як Ultradrive, або модель А604.
Всі моделі Dynasty 1990—1993 років випуску оснащувалися подушкою безпеки водія. Антиблокувальна гальмівна система, що поставляються фірмою Bendix, була доступна як опція на всіх моделях.
Автомобілі 1993 року одержали вихлопну систему з нержавіючої сталі і одометр, захищений від «скручування» пробігу.

## Двигуни
- 2.5 L K I4
- 3.0 L Mitsubishi 6G72 V6
- 3.3 L EGA V6